# Saiyad Raja
Saiyad Raja is een nagar panchayat (plaats) in het district Chandauli van de Indiase staat Uttar Pradesh. 

## Demografie
Volgens de Indiase volkstelling van 2001 wonen er 15.695 mensen in Saiyad Raja, waarvan 52% mannelijk en 48% vrouwelijk is. De plaats heeft een alfabetiseringsgraad van 56%. 